# Clavelina gemmae
Clavelina gemmae is een zakpijpensoort uit de familie van de Clavelinidae. De wetenschappelijke naam van de soort is voor het eerst geldig gepubliceerd in 2005 door Turon.